# Кръстовище
Кръстовището или кръстопът (от кръст) е част от пътната мрежа, където 2 или повече пътя се пресичат, разклоняват или събират на едно и също ниво или на различни нива.
Срещат се равнозначни и неравнозначни кръстовища, с кръгово движение и с прилежащи пътища, управлявани и неуправлявани.
В преносен смисъл изразът „На кръстопът съм“ се използва, когато човек има няколко възможни варианта и не знае кой от тях да избере.
- Кръстовище във Франкфурт
- Кръстовище на пет нива между път I-635 и U.S. Route 75 в Далас, Тексас
- Кръстовище в Чикаго
- „Бусиновская развязка“ в Москва. Кръстовище на пет нива в Русия

## Виж още
- Кръгово движение
- Детелина (пътен възел)